# Canal Red
Canal Red (estilizado como Canal R(e)D)  es un canal de televisión en español que emite en abierto por internet y TDT. Dirigido desde su inauguración en marzo de 2023 por Pablo Iglesias Turrión, está financiado por micromecenazgo. El canal se centra en cubrir noticias relacionadas con la actualidad política de España y América Latina.

## Historia
Tras haber dirigido otros proyectos televisivos como Fort Apache en HispanTV, La Tuerka en Tele K, Otra Vuelta de Tuerka en Público TV, o el pódcast La Base, en noviembre de 2022 Pablo Iglesias lanzó una campaña de micromecenazgo para financiar el proyecto de Canal Red, dividida en dos fases. En la primera (noviembre de 2022) recaudaron más de 180 000 euros y en la segunda (enero de 2023), más de cuatrocientos mil euros. Desde entonces, el canal recibe suscripciones de apoyo.
El canal recoge dos programas ya en marcha anteriormente, como La Base o En la Frontera, los cuales se transmitían en abierto en el diario Público y en su canal de YouTube. Asimismo, también añade programas de nueva incorporación (El Tablero, Noticias Básicas, CaféInna, entre otros).
En noviembre de 2022, el director de Canal Red anunció el lanzamiento del nuevo canal de televisión por Internet. El Periódico publicó las palabras que Iglesias dijo en el vídeo de presentación:

Cuando enciendes la televisión o la radio, resulta que todas dicen básicamente lo mismo. La pluralidad de la sociedad no se corresponde con el monopolio que la derecha impone sobre los grandes medios de comunicación

En el vídeo promocional de la campaña de recaudación de fondos, acompañaban a Pablo Iglesias el filólogo Manu Levin, la periodista Inna Afinogenova, la matemática Sara Serrano y el académico y periodista de Furor TV, Sergio Gregori, quien presentaría más adelante El Tablero.
Sobre las audiencias en su canal de YouTube, en abril de 2023, con solo 2 meses de vida acumulaba 186 vídeos y más de 113 000 suscriptores. Cuatro meses después, en octubre de 2023, contaba con 550 vídeos y 261 000 suscriptores. En diciembre de 2023, cuenta con 648 vídeos y 294 000 suscriptores. En julio de 2024 ya contaba con más de 700.000 seguidores entre los diferentes canales de Canal RED.

## Programación
Canal RED incorpora una variedad de programas propios sobre política, opinión, música, redes sociales, actualidad internacional, activismo y cine. De lunes a viernes, Canal RED emite una parrilla diaria compuesta por programas informativos (La Base y Noticias Básicas), programas de debate (El Tablero) y dibujos animados (Conceptos Básicos). También produce programas semanales de opinión y entrevistas de actualidad (como CaféInna, Siempre es Hoy,  La Pizarra, Zona Comanche, Al Lío, Dato Mata Relato, Contraprograma y Centro de Gravedad Permanente, entre otros), donde aparecen activistas y divulgadores con experiencia en las plataformas digitales (como Inna Afinogenova, Silvia Agüero, Daniel Tognetti,  Alfredo Serrano Mancilla, Julián Macías y Raúl Sánchez Cedillo, entre otros). Juan Carlos Monedero, presentador de En La Frontera, dejó de emitir el programa que presentaba en enero de 2024.

### Premios y nominaciones
Algunas de sus producciones han sido nominadas a premios. El Tablero, programa matinal en directo, fue uno de los pódcast revelación de la categoría Actualidad y Sociedad 2023 de Ivoox. Asimismo, La Base fue finalista de los Premios Ivoox 2023 dentro de la misma categoría.

## El Cuaderno
Antes de que saliera Diario Red, El Cuaderno era la sección escrita de Canal Red, dividida en tres partes: análisis, cultura e internacional. 
Cuenta con artículos de opinión y columnas de diversos periodistas, escritores, políticos y ciudadanos del ámbito de la izquierda. Contaba con artículos de opinión y columnas de diversos periodistas y analistas. Entre sus páginas publicaron Alfredo Serrano Mancilla, Dina Bousselham, David Torres, Arantxa Tirado Sánchez, Rafael Mayoral, Ione Belarra, Pablo Echenique, Irene Montero, Paola Aragón, Juan Carlos Monedero, Laura Terciado, Jonathan Martínez, Anita Botwin o Raúl Solís.

## Diario Red
Diario Red es el periódico digital de Canal Red, nacido en septiembre de 2023. Cuenta con editoriales, artículos de opinión y noticias. Las secciones del diario son América Latina, España, Internacional, Medios, Armas para pensar y Cultura. Su objetivo es analizar y mostrar la realidad plurinacional de España y América Latina desde una perspectiva de izquierdas, a la vez que consideran a los medios como un actor político influyente. Al comienzo, la autoría de los artículos coincidía con la plantilla de La Base y otros programas de Canal Red. Con los meses, fue incluyendo a más opiniones, de América Latina, especialmente de México, Argentina y Colombia, los tres países con mayor número de hispanohablantes.

## Multinacional
En enero de 2025, Canal Red lanza un crowdfunding para crear Canal Red América Latina, un nuevo medio de comunicación latinoamericano, "militante en los valores de la izquierda y comprometido en la defensa de la paz y derechos humanos” En solo cinco días logra superar los 100.000 euros de recaudación para su proyecto, lo que permitió abrir una redacción en la Ciudad de México. Este medio produce desde México programas como La Base América Latina.
El 21 de marzo de 2025 nace "Diario Red América Latina". Este diario está coordinado por cuatro mujeres de cuatro países: México, Venezuela, Chile y Argentina. Nace "con una vocación de izquierda, antibelicista y latinoamericana".

## Premios y reconocimientos
En 2025, Pablo Iglesias, director de Canal Red, e Inna Afinogenova, directora de Canal Red Latinoamérica, recibieron sendos premios de periodismo "Mártires de la Libertad", entregado por la Presidenta de Honduras Xiomara Castro. Iglesias recibió el premio Isy Obed Murillo y Afinogenova recibió el Wendy Ávila. Estos galardones son un reconocimiento a los "comunicadores comprometidos con la justicia social, los derechos humanos y la libertad de expresión".

## Polémicas
En julio de 2023 el periodista Sergio Gregori fue relevado de la dirección de El Tablero y sustituido en tres de los cinco días de emisión por sus desavenencias con la línea editorial que fue tomando la cadena a razón del conflicto interno entre Podemos y Movimiento Sumar.
En enero de 2024 el cofundador de Podemos, Juan Carlos Monedero, concedió una entrevista al periódico El Mundo en la que calificó a Canal Red de «órgano muy podemita». Gregori difundió la reflexión en su cuenta oficial de X, antes Twitter, lo que generó revuelo interno en la cadena. Al día siguiente, Gregori explicó en X que no escogía temas ni tertulianos desde junio. Finalmente la dirección de Canal Red prescindió de forma definitiva del cofundador de la televisión como presentador, relegándole a labores de redacción.
Juan Carlos Monedero llevaba desde el año 2017 haciendo el programa En la Frontera, primero en Público TV y luego en Canal Red, en el que inicialmente hacía entrevistas y finalmente reflexiones de actualidad nacional e internacional. Sin embargo, por diferencias con la dirección, el programa fue cancelado.